# 2007-es UNCAF-nemzetek kupája
A 2007-es UNCAF-nemzetek kupája volt a torna kilencedik kiírása. A torna selejtezőként szolgált a 2007-es CONCACAF-aranykupára, amelyre Honduras és a négy elődöntős válogatott kvalifikálta magát.

## Csoportkör

### A csoport
| Csapat    | Pont | M | Gy | D | V | RG | KG | GK |
| --------- | ---- | - | -- | - | - | -- | -- | -- |
| Salvador  | 7    | 3 | 2  | 1 | 0 | 4  | 2  | +2 |
| Guatemala | 7    | 3 | 2  | 1 | 0 | 2  | 0  | +2 |
| Nicaragua | 3    | 3 | 1  | 0 | 2 | 5  | 5  | 0  |
| Belize    | 0    | 3 | 0  | 0 | 3 | 3  | 7  | -4 |

| 2007. február 8. | Guatemala           | 1 – 0   | Nicaragua | Estadio Cuscatlan San Salvador Játékvezető: Jose Pineda (HON) |
| 2007. február 8. | Carlos Quiñónez 29' | (1 – 0) |           | Estadio Cuscatlan San Salvador Játékvezető: Jose Pineda (HON) |

| 2007. február 8. | Salvador                             | 2 – 1   | Belize              | Estadio Cuscatlan San Salvador Játékvezető: Quesada (CRC) |
| 2007. február 8. | Juan Díaz 25' Eliseo Quintanilla 55' | (1 – 0) | Deris Benavides 64' | Estadio Cuscatlan San Salvador Játékvezető: Quesada (CRC) |

| 2007. február 10. | Belize | 0 – 1   | Guatemala          | Estadio Cuscatlan San Salvador Játékvezető: Vidal (PAN) |
| 2007. február 10. |        | (0 – 1) | Gustavo Cabrera 8' | Estadio Cuscatlan San Salvador Játékvezető: Vidal (PAN) |

| 2007. február 10. | Salvador                   | 2 – 1   | Nicaragua | Estadio Cuscatlan San Salvador Játékvezető: Arredondo (MEX) |
| 2007. február 10. | Eliseo Quintanilla 16' 65' | (1 – 0) |           | Estadio Cuscatlan San Salvador Játékvezető: Arredondo (MEX) |

| 2007. február 12. | Nicaragua                                    | 4 – 2   | Belize                | Estadio Cuscatlan San Salvador Játékvezető: Quesada (CRC) |
| 2007. február 12. | Emilio Palacios 12' 20' 68' Milton Busto 28' | (3 – 2) | Deon McCauley 25' 34' | Estadio Cuscatlan San Salvador Játékvezető: Quesada (CRC) |

| 2007. február 12. | Salvador | 0 – 0 | Guatemala | Estadio Cuscatlan San Salvador Játékvezető: Archundia (MEX) |
| 2007. február 12. | (0 – 0)  |       |           | Estadio Cuscatlan San Salvador Játékvezető: Archundia (MEX) |

### B csoport
| Csapat     | Pont | M | Gy | D | V | RG | KG | GK |
| ---------- | ---- | - | -- | - | - | -- | -- | -- |
| Panama     | 4    | 2 | 1  | 1 | 0 | 2  | 1  | +1 |
| Costa Rica | 3    | 2 | 1  | 0 | 1 | 3  | 2  | +1 |
| Honduras   | 1    | 2 | 0  | 1 | 1 | 2  | 4  | -2 |

| 2007. február 9. | Costa Rica                                   | 3 – 1   | Honduras          | Estadio Cuscatlan San Salvador Játékvezető: Archundia (MEX) |
| 2007. február 9. | Rolando Fonseca 4' 70' Leonardo González 46' | (1 – 0) | Emil Martínez 58' | Estadio Cuscatlan San Salvador Játékvezető: Archundia (MEX) |

| 2007. február 11. | Honduras                   | 1 – 1   | Panama            | Estadio Cuscatlan San Salvador Játékvezető: Aguilar (SLV) |
| 2007. február 11. | Ubaldo Guardia 26' (öngól) | (1 – 0) | Carlos Rivera 80' | Estadio Cuscatlan San Salvador Játékvezető: Aguilar (SLV) |

| 2007. február 13. | Panama             | 1 – 0   | Costa Rica | Estadio Cuscatlan San Salvador Játékvezető: Batres (GUA) |
| 2007. február 13. | Alberto Blanco 87' | (0 – 0) |            | Estadio Cuscatlan San Salvador Játékvezető: Batres (GUA) |

## Kieséses szakasz
|  |                            |            |            |                            |       |        |        |       |
|  | Elődöntők                  | Elődöntők  | Elődöntők  |                            |       | Döntő  | Döntő  | Döntő |
|  | Elődöntők                  | Elődöntők  | Elődöntők  |                            |       | Döntő  | Döntő  | Döntő |
|  | február 16. – San Salvador |            |            |                            |       |        |        |       |
|  |                            |            |            |                            |       |        |        |       |
|  | Panama                     | Panama     | 2          |                            |       |        |        |       |
|  | Panama                     | Panama     | 2          | február 18. – San Salvador |       |        |        |       |
|  | Guatemala                  | Guatemala  | 0          |                            |       |        |        |       |
|  | Guatemala                  | Guatemala  | 0          |                            |       | Panama | Panama | 1 (1) |
|  | február 16. – San Salvador |            |            |                            |       | Panama | Panama | 1 (1) |
|  |                            |            | Costa Rica | Costa Rica                 | 1 (4) |        |        |       |
|  | Salvador                   | Salvador   | Costa Rica | Costa Rica                 | 1 (4) | 0      |        |       |
|  | Salvador                   | Salvador   |            |                            |       |        |        |       |
|  | Costa Rica                 | Costa Rica | 2          |                            |       |        |        |       |
|  | Costa Rica                 | Costa Rica | 2          | Bronzmérkőzés              |       |        |        |       |
|  |                            |            |            |                            |       |        |        |       |
|  | február 18. – San Salvador |            |            |                            |       |        |        |       |
|  |                            |            |            |                            |       |        |        |       |
|  | Guatemala                  | Guatemala  | 1          |                            |       |        |        |       |
|  | Guatemala                  | Guatemala  | 1          |                            |       |        |        |       |
|  | Salvador                   | Salvador   | 0          |                            |       |        |        |       |
|  | Salvador                   | Salvador   | 0          |                            |       |        |        |       |

### Az ötödik helyért
| 2007. február 15. | Nicaragua         | 1 – 9   | Honduras                                                                                                | Estadio Cuscatlan San Salvador Játékvezető: Joel Aguilar (SLV) |
| 2007. február 15. | Samuel Wilson 31' | (1 – 4) | Jairo Martinez 3' Wilmer Velasquez 6' 27' 37' 39' (11-esből) Saul Martínez 68' 80' 84' Carlos Mejía 78' | Estadio Cuscatlan San Salvador Játékvezető: Joel Aguilar (SLV) |

### Elődöntők
| 2007. február 16. | Panama                                             | 2 – 0   | Guatemala | Estadio Cuscatlan San Salvador Játékvezető: Arredondo (MEX) |
| 2007. február 16. | Ricardo Phillips 50' Felipe Baloy 90+2' (11-esből) | (0 – 0) |           | Estadio Cuscatlan San Salvador Játékvezető: Arredondo (MEX) |

| 2007. február 16. | Salvador | 0 – 2   | Costa Rica                             | Estadio Cuscatlan San Salvador Játékvezető: Archundia (MEX) |
| 2007. február 16. |          | (0 – 2) | Harold Wallace 11' Rolando Fonseca 13' | Estadio Cuscatlan San Salvador Játékvezető: Archundia (MEX) |

### Bronzmérkőzés
| 2007. február 18. | Guatemala             | 1 – 0   | Salvador | Estadio Cuscatlan San Salvador Játékvezető: Quesada (CRC) |
| 2007. február 18. | Claudio Albizuris 82' | (0 – 0) |          | Estadio Cuscatlan San Salvador Játékvezető: Quesada (CRC) |

### Döntő
| 2007. február 16. | Panama          | 1 – 1                | Costa Rica       | Estadio Cuscatlan San Salvador Játékvezető: Batres (GUA) |
| 2007. február 16. | Luis Tejada 36' | (1 – 0) (1 – 4 t.i.) | Kurt Bernard 85' | Estadio Cuscatlan San Salvador Játékvezető: Batres (GUA) |

## Góllövőlista
4 gól
- Wilmer Velasquez

3 gól
- Eliseo Quintanilla
- Emilio Palacios
- Saul Martínez
- Rolando Fonseca

2 gól
- Deon Mccauley
- Samuel Wilson

1 gól
- Leonardo Gonzales
- Harold Wallace
- Kurt Bernard
- Juan Alberto Diaz
- Claudio Albizuris
- Gustavo Cabrera
- Milton Bustas
- Emil Martinez
- Carlos Will Mejia
- Alberto Blanco
- Luis Tejada
- Ricardo Phillips
- Felipe Baloy
- Carlos Rivera

Öngól
- Ubaldo Guardia